# Bulverisme
Bulverisme is de naam die C.S. Lewis gaf aan wat feitelijk een uitvoerig argumentum ad hominem is.
Deze drogreden gaat als volgt:
1. A doet bewering 'B'.
2. A wil om reden C graag dat 'B' waar is.
3. Dus bewering 'B' is onwaar.

## Herkomst
In Bulverism or the Foundation of Twentieth-century Thought uit 1941 zet Lewis de principes van het Bulverisme uiteen.
Lewis stelt zich voor dat hij nog eens de biografie van Ezechiël Bulver zal schrijven die op zijn vijfde jaar zijn moeder tegen zijn vader - die net uiteen had gezet dat twee zijden van een driehoek samen altijd langer zijn dan de derde - hoorde zeggen: "dat zeg je alleen maar, omdat je een man bent". Op dat moment drong een grootse waarheid tot Ezechiël door: namelijk dat je een argument nooit hoeft te weerleggen. Je kunt ermee volstaan aan te nemen dat je opponent het bij het verkeerde eind heeft, en vervolgens te verklaren, waarom hij dat verkeerde standpunt inneemt.

## Voorbeelden
- Als ik u vertel dat ik een groot bedrag op de bank heb staan, kunt u dat af willen doen als "de wens is de vader van de gedachte". Beter is, dat u dat eerst controleert. Pas als het niet waar is, dient aan de orde te komen, waarom ik dat gedacht of gezegd heb.
- Freudianen zien menselijke gedachten als een product van onderbewuste complexen.
- Marxisten zien het denken als een product van sociaal-economische omstandigheden.

## Weerlegging
Bulveristen zagen, aldus Lewis, de tak af, waar ze op zitten. Immers, als gedachten het gevolg zijn van onderbewuste complexen, dan is de psychoanalyse het product van de complexen van Sigmund Freud. Als ideeën een bijproduct zijn van de sociaal-economische omstandigheden van de bedenker, is het Marxisme een product van de sociaal-economische omstandigheden, waar Karl Marx in leefde.
Daarmee zouden de psychoanalyse en het marxisme niets meer te zeggen hebben.
De conclusie, die, aldus Lewis, mensen met gezond verstand altijd al getrokken hebben, is dat sommige gedachten wel en andere niet gekleurd zijn.

## Christelijk geloof
Lewis was een apologeet van het christelijk geloof. Het essay Bulverism is een antwoord op de psychoanalytische (projectie van het verlangen naar een vaderfiguur) en marxistische (opium van het volk) visies op het christelijk geloof.

## Bron
1. ↑  oa verschenen in First and Second Things; Fount paperbacks 1985, bladzijde 13;